# Östra gymnasiet, Huddinge kommun
Östra gymnasiet är en gymnasieskola belägen på gränsen mellan kommundelarna Skogås och Trångsund i Huddinge kommun i södra Stockholm. Skolan invigdes år 2005 och utsågs samma år av tidskriften Byggindustrin till ett av "årets byggen".
Läsåret 2023/2024 går det 870 elever på Östra gymnasiet fördelade på fem program: El- och energiprogrammet, ekonomiprogrammet, naturvetenskapsprogrammet, samhällsvetenskapsprogrammet och teknikprogrammet. På programmen EK, NA, SA och TE finns även en estetisk-musikaøisk inriktning. På el- och energiprogrammet finns inriktningen dator- och nätverksteknik och en programfördjupning om eventteknik (ljud och ljus på konserter och event).